# Soma (Gambie)
Soma est une ville de Gambie, située à proximité de la frontière avec le Sénégal, et traversée par la Trans-Gambia Highway (en) qui relie le nord au sud du pays.
Le fleuve Gambie se trouve à environ 9 km au nord de la ville. Un bac permet à cet axe routier de le franchir afin de la rejoindre la ville de Farafenni située sur la rive opposée. Le pont Sénégambie a été construit près de la ville, il devrait faciliter le transit et le transport des personnes et des marchandises entre le nord et le sud du Sénégal (Casamance) via la route nationale 4 . 